# Berliet VIG
Der Berliet VIG, auch „9 HP“ genannt, war ein PKW-Modell des Fahrzeugherstellers Berliet in Lyon aus dem Jahre 1926.

## Geschichte
Der Typ Berliet VIG erhielt seine allgemeine Betriebserlaubnis am 24. Juli 1926. Im Gegensatz zu seinem Vorgänger, dem Berliet VI, der mit seinem Hubraum von 1,2 Litern als Kleinwagen eingestuft werden kann, war er ein Fahrzeug der unteren Mittelklasse. Er wurde auf dem Pariser Autosalon der Jahre 1926 bis 1928 ausgestellt. Über produzierte Stückzahlen ist nichts bekannt. Im Oktober 1926 kostete das Chassis neu 21.950.- Franc, ein Jahr später das gesamte Auto je nach Karosserie zwischen 28.500.- und 30.000.- Franc. Im Jahr 1929 löste der Berliet VIL den Berliet VIG in der Produktion ab.

## Technik
Steuerlich war das Fahrzeug mit 9 CV eingestuft, ab 1927 wegen Änderung der Steuergesetze mit 10 CV. Die bei 1500/min entwickelte Höchstleistung ist nicht bekannt, dürfte aber etwa 25 PS betragen haben. Der Radstand betrug (wie beim Vorgänger) 2,80 m, Im Übrigen wird auf die in der Info-Box genannten Daten verwiesen.

### Originalquellen
Eine Publikation, in der alle vor 1945 gebauten Berliet-Typen individuell abgehandelt wären, gibt es nicht. Neben der unten erwähnten Literatur wurde auf die folgende in der Fondation Berliet verwahrte Originalunterlagen zurückgegriffen:
- "Fiches des Mines": Es sind die Werksunterlagen zur Erteilung einer allgemeinen Betriebserlaubnis, hierfür ist in Frankreich der „Inspecteur des mines“ sachlich zuständig. Diese Unterlagen sind im Berliet-Archiv chronologisch geordnet und nummeriert. Nicht zu jedem Typ bzw. Variante gibt es entsprechende Unterlagen, teils, weil sie wohl als Untervarianten eines anderen Typs verstanden wurden, für den eine gesonderte Erlaubnis nicht erforderlich war, teils wohl, weil diese Unterlagen im Laufe der letzten 100 Jahre verlorengegangen sind. Bei Militärtypen gibt es Hinweise, dass eine Betriebserlaubnis direkt durch militärische Dienststellen erfolgte, was entsprechende „fiches des mines“ überflüssig machte. Die Quellenbezeichnung lautet: „Fiches No....“

### Sonstige Quellen
- René Bellu, Toutes les voitures Françaises 1927, in Automobilia Hors-Serie No.78, Paris 2006, zit. als „Bellu 1927“
- René Bellu, Toutes les voitures Françaises 1928, in Automobilia Hors-Serie No.94, Paris 2009, zit. als „Bellu 1928“
- René Bellu, Toutes les voitures Françaises 1929, in Automobilia Hors-Serie No.84, Paris 2006, zit. als „Bellu 1929“

- Monique Chapelle: Berliet. 1. Auflage. EMCE, Saint-Chamond 2016, ISBN 978-2-35740-049-8.